# Pontony typu Cumberland
Pontony typu Cumberland – rodzaj mostów pontonowych wynalezionych i wprowadzonych do użycia pod koniec wojny secesyjnej dla ułatwienia poruszania się sił armii Unii podczas forsowania rzek na południu i południowym wschodzie Stanów Zjednoczonych, szczególnie na obszarze stanów Tennessee i Georgia.
Pierwsze mosty pontonowe w czasie wojny secesyjnej były ciężkie, niezgrabne, a ponadto wymagające wyjątkowo długich wozów, którymi należało je dostarczyć do miejsca zwodowania w celu zbudowania przeprawy. W użyciu były dwa typy pontonów: zaprojektowane przez Francuzów jeszcze w okresie wojen napoleońskich drewniane bateau (przez wojsko nazywane „pontonami z Cincinnati”) i rosyjskie pontony kryte impregnowanym brezentem. Łodzie obu typów miały po 7 metrów długości i wymagały sporo czasu potrzebnego do złożenia i zwodowania; kilku ludzi musiało pracować przy zdjęciu sekcji takiego pontonu z wozu lub wagonu, a następnie przy połączeniu ich razem dla uzyskania sekcji mostu.
Na początku roku 1864 dowódca Armii (doliny rzeki) Cumberland, gen. mjr George Thomas, zaczął poszukiwać lekkiego, łatwego w transporcie i montażu mostu pontonowego, by móc przerzucać wojska przez liczne rzeki i strumienie na jego obszarze operacyjnym. Znając niedoskonałość pontonów używanych przez armie obu stron zachodniego teatru operacyjnego, wprowadził do użycia pontony składane. Z takim pomysłem wystąpił wcześniej jego poprzednik, gen. William S. Rosecrans, ale nie zdołał wprowadzić go w życie. Teraz kapitan William E. Merrill, szef służb inżynieryjnych Thomasa, udoskonalił prototyp Rosecransa, czyniąc go lżejszym i silniejszym jednocześnie. Używane dotąd zatyczki łączące poszczególne sekcje pontonu, zastąpił zawiasami, w związku z czym sekcje były połączone ze sobą na stałe. Nowo zbudowany ponton był lżejszy i znacznie krótszy od poprzednich wersji, mógł więc być transportowany na skrzyni typowego wozu taborowego, a ponadto nie wymagał zabierającego cenny czas montażu. Był przy tym na tyle wyporny, że mostem na takich pontonach można było bez obawy przeprowadzać przez rzeki artylerię konną i tabory.
Łodzie te wkrótce zaczęto nazywać pontonami typu Cumberland. Merrill zbudował pierwsze egzemplarze w warsztatach inżynieryjnych armii w Nashville. Wkrótce kolumna wozów z pięćdziesięcioma pontonami trafiła do armii w polu. Sherman używał nowych mostów pontonowych przez cały czas swej kampanii w stronę Atlanty, po raz pierwszy przerzucając je przez rzekę Etowah. Również później wykorzystywał je w czasie swego marszu ku morzu i w roku 1865 podczas marszu przez obie – południową i północną – Karoliny.